# Barytarbes adpropinquator
Barytarbes adpropinquator là một loài tò vò trong họ Ichneumonidae.